# Copa Perú Femenina 2018
La Copa Perú Femenina 2018 fue un campeonato de fútbol semiprofesional de la Primera División de Fútbol Femenino Peruano. Esta fue la primera edición que se jugó bajo esta denominación y otorgó al campeón un cupo a la Copa Libertadores Femenina de 2019. Este torneo reemplazó al Campeonato Nacional de Fútbol Femenino. El torneo está organizado por la Federación Peruana de Fútbol.  Al final del campeonato se coronó campeón el Club Municipalidad de Majes de Arequipa.

## Sistema de competición
El campeonato está constituido de tres etapas: una etapa departamental, una etapa regional y una etapa nacional que será jugada entre los 8 ganadores de los torneos de la etapa regional. La etapa nacional se desarrollará desde el 13 de diciembre en la Videnita de Chincha.
| Región      | Departamentos                              |
| ----------- | ------------------------------------------ |
| Región I    | Amazonas, Lambayeque, Piura                |
| Región II   | Áncash, Cajamarca, La Libertad, San Martín |
| Región III  | Loreto, Ucayali                            |
| Región IV   | Lima, Callao                               |
| Región V    | Huánuco, Junín, Pasco                      |
| Región VI   | Ayacucho, Huancavelica, Ica                |
| Región VII  | Arequipa, Moquegua, Tacna                  |
| Región VIII | Apurímac, Cusco, Madre de Dios             |

## Etapas previas (departamental y regional)
Estas etapas se jugaron en la primera parte del año y dieron como clasificados a los equipos a la etapa regional. A continuación se muestra el detalle de la región Lima.

### Etapa provincial Lima
Se disputó en 3 fases. Cada fase se disputó en grupos de 4 integrantes cada uno.  En cada fase se eliminaban 8 equipos.

#### Primera fase (20 equipos)[2]
Los 2 primeros de cada grupo pasan a la segunda fase junto a los 2 mejores terceros.
Serie A
|   | Club                                        | PJ | PG | PE | PP | GF | GC  | DG  | Puntos | Clasificación a la siguiente fase |
| - | ------------------------------------------- | -- | -- | -- | -- | -- | --- | --- | ------ | --------------------------------- |
| 1 | Universitario de Deportes (Cercado de Lima) | 3  | 3  | 0  | 0  | 28 | 0   | 28  | 9      | Clasificó como primero            |
| 2 | Inter JC (Chorrillos).                      | 3  | 2  | 0  | 1  | 10 | 3   | 7   | 6      | Clasificó como segundo            |
| 3 | Cultural Poeta (Puente Piedra)              | 3  | 0  | 1  | 2  | 0  | -8  | -8  | 1      | Eliminado                         |
| 4 | Defensor Surco (Surco)                      | 3  | 0  | 1  | 2  | 0  | -27 | -27 | 1      | Eliminado                         |

Fecha 1:
Universitario de Deportes 20 - Cultural Poeta 1 
Defensor Surco 0 - Inter JC 3
Fecha 2:
Inter JC 0-3 Universitario
Cultural Poeta 0-0 Defensor Surco
Fecha 3:
-Universitario de Deportes 5-0 Defensor Surco 
-Cultural Poeta 0-7 Inter JC
Serie B
| Club                                  | Clasificación a la siguiente fase    |
| ------------------------------------- | ------------------------------------ |
| JC Sport Girls (San Borja)            | Clasificó como primero               |
| Athetic Villa FC (Villa El Salvador). | Clasificó como segundo               |
| Municipal El Agustino (El Agustino)   | Clasificó como segundo mejor tercero |
| A.D.E.F (La Victoria)                 | Eliminado                            |

Fecha 1: 
JC Sport Girls 12 - Mun. El Agustino 0 
ADEF 0 - Athletic Villa FC 2
Fecha 2:
Athletic Villa 0-1 JC Sport Girls
El Agustino 3-0 ADEF
Fecha 3:
-Athletic Villa 0-0 El Agustino 
-A.D.E.F. 0-6 JC Sport Girls
Serie C
| Club                        | Clasificación a la siguiente fase |
| --------------------------- | --------------------------------- |
| Sporting Cristal (Rímac)    | Clasificó como primero            |
| Talemtus (Callao)           | Clasificó como segundo            |
| Pedro Labarte (La Victoria) | Eliminado                         |
| PC Premier (Miraflores)     | Eliminado                         |

Fecha 1:  
Sporting Cristal 2 - Talemtus 1  
Pedro Labarte 0- FC Premier 6
Fecha 2:
FC Premier 0-9 Sporting Cristal
Talemtus 13-0 Pedro Labarthe
Fecha 3:
-Sporting Cristal 9-0 Pedro A. Labarthe  
-Talemtus Callao 9-0 FC Premier
Serie D
| Club                       | Clasificación a la siguiente fase |
| -------------------------- | --------------------------------- |
| La Cantera (San Isidro)    | Clasificó como primero            |
| Santa Rosa (Puente Piedra) | Clasificó como segundo            |
| Somos Olímpico (Surco)     | Eliminado                         |
| Apocalipsis (Santa Anita)  | Eliminado                         |

Fecha 1:   
La Cantera 11 - Santa Rosa 0   
Somos Olímpico 1 - Apocalipsis 8
Fecha 2:
Apocalipsis 0-10 La Cantera
Santa Rosa 11-0 Somos Olimpo
Fecha 3:
-Apocalipsis 0-2 Santa Rosa   
-La Cantera 3-0 Somos Olímpico
Serie E
| Club                       | Clasificación a la siguiente fase   |
| -------------------------- | ----------------------------------- |
| Clan Z (Puente Piedra)     | Clasificó como primero              |
| Partizan FC (Barranco)     | Clasificó como segundo              |
| Villa Libertad (Surco)     | Clasificó como primer mejor tercero |
| Real San Luis FC (Cañete). | Eliminado                           |

Fecha 1:
Partizan FC 3 - Clan Z 2
Villa Libertad 2 - Real San Luis 0
Fecha 2:
Real San Luis 0-4 Partizan FC
Clan Z 3-1 Villa Libertad
Fecha 3:
-Real San Luis 0-6 Clan Zeta
-Partizan FC 0-1 Villa Libertad

#### Segunda fase (12 equipos)
Grupo A
| Club                      | PJ | PG | PE | PP | GF | GC  | DG  | Puntos | Clasifica a la siguiente fase         |
| ------------------------- | -- | -- | -- | -- | -- | --- | --- | ------ | ------------------------------------- |
| Sporting Cristal          | 3  | 3  | 0  | 0  | 15 | 1   | 14  | 9      | Clasifica primero a la siguiente fase |
| Universitario de Deportes | 3  | 2  | 0  | 1  | 7  | 1   | 6   | 6      | Clasifica segundo a la siguiente fase |
| CD Partizan               | 3  | 1  | 0  | 2  | 6  | 4   | 2   | 3      | Clasifica como primer mejor tercero   |
| Municipal El Agustino     | 3  | 0  | 0  | 3  | 2  | -24 | -22 | 0      | Eliminado                             |

Fecha 1:
Universitario 6-0 Municipal Agustino
Sporting Cristal 2-0 Partizan
Fecha 2:
Municipal Agustino 1 - 12 Sporting Cristal
Universitario de Deportes 1 - 0 Partizan
Fecha 3:
Sporting Cristal 1-0 Universitario
Municipal Agustino 1-6 Partizan
Grupo B
| Club            | Clasifica a la siguiente fase         |
| --------------- | ------------------------------------- |
| La Cantera      | Clasifica primero a la siguiente fase |
| Athletic Villa  | Clasifica segundo a la siguiente fase |
| Villa Libertad  | Clasifica como segundo mejor tercero  |
| Talemtus Callao | Eliminado                             |

Fecha 1:
Athletic Villa 2-1 Talemtus Callao
La Cantera 6-0 Villa Libertad
Fecha 2:
Talemtus Callao 0 - 2 La Cantera
Villa Libertad 1 - 0 Athletic Villa
Fecha 3:
Athletic Villa 0-7 La Cantera
Talemtus Callao 1-0 Villa Libertad
Grupo C
| Club           | Clasifica a la siguiente fase         |
| -------------- | ------------------------------------- |
| JC Sport Grils | Clasifica primero a la siguiente fase |
| Inter JC       | Clasifica segundo a la siguiente fase |
| Clan Zeta      | Eliminado                             |
| Santa Rosa     | Eliminado                             |

Fecha 1:
Inter JC 1-4 JC Sport Girls
Santa Rosa 0-5 Clan Zeta
Fecha 2:
JC Sport Girls 3 - 0 Santa Rosa (W.O.)
Inter JC 5 - 1 Clan Zeta
Fecha 3:
Inter JC 6-0 Santa Rosa
JC Sport Girls 9-1 Clan Zeta

#### Tercera fase (4 equipos)
La tercera fase inicio con los siguientes play-off. En caso de empate iban a penales. Todos a la vez, clasificaron a la etapa departamental, pero sólo las ganadoras pasaron a jugar un cuadrangular:
Domingo 16 de setiembre
Sporting Cristal vs Villa Libertad
Hora: 13:30
Estadio Municipal Buenos Aires de Villa - Chorrillos
La Cantera vs Partizan
Hora: 15:30
Estadio Municipal Buenos Aires de Villa - Chorrillos
Talemtus Callao vs Inter JC
Hora: 16:00
Estadio Municipal Carlos Moscoso - Surquillo
JC Sport Girls 1 (4) -1(1) Universitario
Hora: 18:00
Estadio Municipal Carlos Moscoso - Surquillo
JC Sport Girls se enfrentó a Universitario en la Etapa Provincial. En aquella oportunidad, las 'cremas' cayeron desde la tanda de penales y no tuvieron oportunidad de meterse en el cuadrangular final.
| Club             | Podio                 |
| ---------------- | --------------------- |
| JC Sport Girls   | Campeón provincial    |
| La Cantera       | Subcampeón provincial |
| Sporting Cristal | Tercer lugar          |
| Inter JC         | Cuarto lugar          |

Primera Fecha:
Sporting Cristal 0-0 La Cantera
JC Sport Girls 4-0 Inter JC
Segunda Fecha:
Sporting Cristal 3-1 JC Sport Girls
La Cantera 18-0 Inter JC
Tercera Fecha:
Sporting Cristal 6-0 Inter JC
La Cantera 0-2. JC Sport Girls (Estadio River Plate de Chorrillos)

### Etapa departamental Lima
Grupo A:
| Club                           | Partidos | PG | PE | PP | Puntos |
| ------------------------------ | -------- | -- | -- | -- | ------ |
| JC Sport Girls                 | 3        | 3  | 0  | 0  | 9      |
| Club Universitario de Deportes | 3        | 2  | 0  | 1  | 6      |
| Villa Libertad                 | 3        | 1  | 0  | 2  | 3      |
| Inter JC                       | 3        | 0  | 0  | 3  | 0      |

Fecha 1
Universitario 3 - 0 Inter JC (resultado por Walk Over)
JC Sport Girls 4 - 0 Villa Libertad (el partido se jugó en el estadio Carlos Moscoso de Surquillo)
Fecha 2
Universitario 2- 0 Villa Libertad
JC Sport Girls 3 - 0 Inter JC (resultado por Walk Over)
Fecha 3
Universitario 0 - 3 JC Sport Girls
Villa Libertad 3 - 0 Inter JC (resultado por Walk Over)
Grupo B
| Club             | PJ | Puntos |
| ---------------- | -- | ------ |
| La Cantera       | 3  | 9      |
| Sporting Cristal | 3  | 6      |
| Talemtus Callao  | 2  | 0      |
| CD Partizán      | 2  | 0      |

Fecha 1:
Sporting Cristal 4-0 ante Talemtus Callao
La Cantera 2 - 1 CD Partizán
Fecha 2:
Sporting Cristal 2-1 CD Partizán
La Cantera 6 -1 Talemtus Callao
Fecha 3:
La Cantera 2- 0 Sporting Cristal (se jugó el domingo 28 de octubre en el estadio Héctor Chumpitaz de Villa María del Triunfo)
Talemtus - CD Partizán (el partido no se disputó porque ya no tenían posibilidades de clasificar)
Final departamental Lima
JC Sport Girls 3 - 2 La Cantera (se jugó en el estadio de Chorrillos)

## Etapa Nacional

### Equipos participantes
En la etapa nacional del torneo participan 8 equipos campeones de las etapas regionales.
| Región      | Departamento | Equipo                    |
| ----------- | ------------ | ------------------------- |
| Región I    | Lambayeque   | Juventus Ferreñafe        |
| Región II   | La Libertad  | Club Femenino Barca       |
| Región III  | Loreto       | Club Deportivo Amazon Sky |
| Región IV   | Lima         | JC Sport Girls            |
| Región V    | Junín        | Nueva Sociedad            |
| Región VI   | Ayacucho     | Ayacucho F. C.            |
| Región VII  | Arequipa     | Municipal de Majes        |
| Región VIII | Apurímac     | Real Unchiña              |

## Desarrollo del campeonato

### Grupo A
| Pos. | Equipo             | PJ | PG | PE | PP | GF | GC | DG | Pts. | Clasificado a             |
| ---- | ------------------ | -- | -- | -- | -- | -- | -- | -- | ---- | ------------------------- |
| 1    | JC Sport Girls     | 3  | 2  | 0  | 1  | 15 | 4  | 11 | 7    | Clasificado a semifinales |
| 2    | FC Barca           | 3  | 1  | 1  | 1  | 3  | 6  | -3 | 4    | Clasificado a semifinales |
| 3    | Juventus Ferreñafe | 3  | 1  | 0  | 2  | 3  | 10 | −7 | 3    |                           |
| 4    | Amazon Sky         | 3  | 0  | 2  | 1  | 4  | 5  | −1 | 2    |                           |

#### Fecha 1
| 15 de diciembre de 2018 | FC Barca | 2:1 | Juventus Ferreñafe | La Videnita, Chincha |  |

| 15 de diciembre de 2018 | JC Sport Girls | 3:3 | Amazon Sky | La Videnita, Chincha |  |

#### Fecha 2
| 16 de diciembre de 2018 | JC Sport Girls | 8:1 | Juventus Ferreñafe | La Videnita, Chincha |  |

| 16 de diciembre de 2018 | FC Barca | 1:1 | Amazon Sky | La Videnita, Chincha |  |

#### Fecha 3
| 17 de diciembre de 2018 | JC Sport Girls | 4:0 | FC Barca | La Videnita, Chincha |  |

| 17 de diciembre de 2018 | Juventus Ferreñafe | 1:0 | Amazon Sky | La Videnita, Chincha |  |

### Grupo B
| Pos. | Equipo                 | PJ | PG | PE | PP | GF | GC | DG | Pts. | Clasificado a             |
| ---- | ---------------------- | -- | -- | -- | -- | -- | -- | -- | ---- | ------------------------- |
| 1    | Municipalidad de Majes | 3  | 2  | 0  | 1  | 8  | 4  | 4  | 6    | Clasificado a semifinales |
| 2    | Ayacucho FC            | 3  | 2  | 0  | 1  | 9  | 6  | 3  | 6    | Clasificado a semifinales |
| 3    | Nueva Sociedad         | 3  | 1  | 0  | 2  | 6  | 8  | −2 | 3    |                           |
| 4    | Real Unchiña           | 3  | 1  | 0  | 2  | 5  | 10 | −5 | 3    |                           |